# Gran Premio d'Australia 2010
Il Gran Premio di Australia 2010 è stata la seconda prova della stagione 2010 del Campionato mondiale di Formula 1. La gara si è tenuta domenica 28 marzo 2010 sul circuito di Albert Park di Melbourne ed è stata vinta da Jenson Button su McLaren-Mercedes, al suo ottavo successo nel mondiale. Button ha preceduto sul traguardo Robert Kubica su Renault e Felipe Massa su Ferrari.

## Vigilia

### Aspetti tecnici
La Bridgestone, fornitore unico degli pneumatici, annuncia per questa gara gomme morbide e dure. La FIA impone a McLaren, Mercedes GP, Renault e Force India di modificare la forma dei diffusori posteriori.
Viene riportata la notizia secondo la quale la Virgin avrebbe costruito una vettura con un serbatoio troppo piccolo per consentirle di completare la gara, al massimo delle prestazioni. Per tale ragione la scuderia invia alla FIA la richiesta per utilizzare un nuovo modello di vettura, che sarebbe risultato impiegabile non prima del Gran Premio di Spagna del 9 maggio.

### Aspetti sportivi
Tom Kristensen è l'ex pilota che affianca i tre commissari di gara. Nick Heidfeld, pilota di riserva della Mercedes GP, è nominato presidente della GPDA, l'associazione piloti, prendendo il posto di Pedro de la Rosa e vengono indicati quali consiglieri Felipe Massa e Sebastian Vettel.
Da questa stagione, il Gran Premio torna ad essere sponsorizzato dalla compagnia aerea Qantas, come già accaduto tra le edizioni 1997 e 2001.

## Prove
Nella prima sessione del venerdì si è avuta questa situazione:
| Pos | Nº | Pilota        | Squadra/Motore   | Tempo    | Gap   | Giri |
| --- | -- | ------------- | ---------------- | -------- | ----- | ---- |
| 1   | 11 | Robert Kubica | Renault          | 1'26"927 |       | 22   |
| 2   | 4  | Nico Rosberg  | Mercedes GP      | 1'27"126 | 0"199 | 26   |
| 3   | 1  | Jenson Button | McLaren-Mercedes | 1'27"482 | 0"555 | 22   |

Nella seconda sessione del venerdì si è avuta questa situazione:
| Pos | Nº | Pilota         | Squadra/Motore   | Tempo    | Gap   | Giri |
| --- | -- | -------------- | ---------------- | -------- | ----- | ---- |
| 1   | 2  | Lewis Hamilton | McLaren-Mercedes | 1'25"801 |       | 13   |
| 2   | 1  | Jenson Button  | McLaren-Mercedes | 1'26"076 | 0"275 | 16   |
| 3   | 6  | Mark Webber    | RBR-Renault      | 1'26"248 | 0"447 | 22   |

Nella sessione del sabato mattina si è avuta questa situazione:
| Pos | Nº | Pilota             | Squadra/Motore | Tempo    | Gap   | Giri |
| --- | -- | ------------------ | -------------- | -------- | ----- | ---- |
| 1   | 6  | Mark Webber        | RBR-Renault    | 1'24"719 |       | 16   |
| 2   | 8  | Fernando Alonso    | Ferrari        | 1'24"929 | 0"210 | 19   |
| 3   | 3  | Michael Schumacher | Mercedes GP    | 1'24"963 | 0"244 | 17   |

Paul di Resta sostituisce Adrian Sutil alla Force India nella prima sessione di prove del venerdì.

## Qualifiche
Nella sessione di qualifica si è avuta questa situazione:
| Pos | Nº | Pilota             | Costruttore          | Q1       | Q2       | Q3       | Griglia |
| --- | -- | ------------------ | -------------------- | -------- | -------- | -------- | ------- |
| 1   | 5  | Sebastian Vettel   | RBR-Renault          | 1'24"774 | 1'24"096 | 1'23"919 | 1       |
| 2   | 6  | Mark Webber        | RBR-Renault          | 1'25"286 | 1'24"276 | 1'24"035 | 2       |
| 3   | 8  | Fernando Alonso    | Ferrari              | 1'25"082 | 1'24"335 | 1'24"111 | 3       |
| 4   | 1  | Jenson Button      | McLaren-Mercedes     | 1'24"897 | 1'24"531 | 1'24"675 | 4       |
| 5   | 7  | Felipe Massa       | Ferrari              | 1'25"548 | 1'25"010 | 1'24"837 | 5       |
| 6   | 4  | Nico Rosberg       | Mercedes GP          | 1'24"788 | 1'24"788 | 1'24"884 | 6       |
| 7   | 3  | Michael Schumacher | Mercedes GP          | 1'25"351 | 1'24"871 | 1'24"927 | 7       |
| 8   | 9  | Rubens Barrichello | Williams-Cosworth    | 1'25"702 | 1'25"085 | 1'25"217 | 8       |
| 9   | 11 | Robert Kubica      | Renault              | 1'25"588 | 1'25"122 | 1'25"372 | 9       |
| 10  | 14 | Adrian Sutil       | Force India-Mercedes | 1'25"504 | 1'25"046 | 1'26"036 | 10      |
| 11  | 2  | Lewis Hamilton     | McLaren-Mercedes     | 1'25"046 | 1'25"184 | N.D.     | 11      |
| 12  | 16 | Sébastien Buemi    | STR-Ferrari          | 1'26"061 | 1'25"638 | N.D.     | 12      |
| 13  | 15 | Vitantonio Liuzzi  | Force India-Mercedes | 1'26"170 | 1'25"743 | N.D.     | 13      |
| 14  | 22 | Pedro de la Rosa   | BMW Sauber-Ferrari   | 1'26"089 | 1'25"747 | N.D.     | 14      |
| 15  | 10 | Nicolas Hülkenberg | Williams-Cosworth    | 1'25"866 | 1'25"748 | N.D.     | 15      |
| 16  | 23 | Kamui Kobayashi    | BMW Sauber-Ferrari   | 1'26"251 | 1'25"777 | N.D.     | 16      |
| 17  | 17 | Jaime Alguersuari  | STR-Ferrari          | 1'26"095 | 1'26"089 | N.D.     | 17      |
| 18  | 12 | Vitalij Petrov     | Renault              | 1'26"471 | N.D.     | N.D.     | 18      |
| 19  | 19 | Heikki Kovalainen  | Lotus-Cosworth       | 1'28"797 | N.D.     | N.D.     | 19      |
| 20  | 18 | Jarno Trulli       | Lotus-Cosworth       | 1'29"111 | N.D.     | N.D.     | 20      |
| 21  | 24 | Timo Glock         | Virgin-Cosworth      | 1'29"592 | N.D.     | N.D.     | PL      |
| 22  | 25 | Lucas Di Grassi    | Virgin-Cosworth      | 1'30"185 | N.D.     | N.D.     | PL      |
| 23  | 21 | Bruno Senna        | HRT-Cosworth         | 1'30"526 | N.D.     | N.D.     | 21      |
| 24  | 20 | Karun Chandhok     | HRT-Cosworth         | 1'30"613 | N.D.     | N.D.     | 22      |

## Gara

### Resoconto
Poco prima dell'inizio della gara, la Lotus di Jarno Trulli accusa gravi problemi che impediscono al pilota italiano di prendere parte alla corsa. Il Gran Premio inizia sotto una leggera pioggia e al via Vettel scatta al comando, con Fernando Alonso che finisce in testacoda dopo un contatto con Jenson Button e Michael Schumacher alla prima curva, finendo in coda al gruppo così come il tedesco, costretto a sostituire l'alettone anteriore.
Poche curve più tardi il giapponese Kamui Kobayashi perde l'alettone anteriore e, senza più carico aerodinamico, coinvolge in un incidente Nicolas Hülkenberg e Sébastien Buemi, causando l'ingresso in pista della safety car. Poiché la pioggia smette di cadere molto presto, la pista si asciuga velocemente e Button è il primo a montare le gomme da asciutto, anticipando il pit-stop un paio di giri prima degli altri e rimontando fino alla 2ª posizione. Al cambio gomme le posizioni vengono rimescolate e, dietro a Vettel e all'inglese, si trovano Robert Kubica, Felipe Massa, Mark Webber, Lewis Hamilton e Alonso, che ha recuperato fino all'8º posto. Al 26º giro Vettel finisce nella ghiaia per un problema ai freni e si ritira, cedendo la prima posizione a Button.
Le posizioni rimangono invariate fino al secondo pit stop di Hamilton, Webber e Nico Rosberg, mentre gli altri decidono di concludere la gara con un solo cambio gomme. In questo modo Hamilton e Webber, pur avendo perso tempo a causa della sosta, riescono ad essere molto più veloci dei piloti che li precedono e riescono a ricongiungersi con Alonso, in quel momento 4º, a pochi giri dalla fine. Al 56º giro, in seguito ad un tentativo di sorpasso di Hamilton sul pilota spagnolo, Webber tampona l'inglese ed entrambi finiscono in testacoda, con l'australiano che danneggia anche l'alettone anteriore.
Button vince per la seconda volta consecutiva il Gran Premio d'Australia, seguito da Kubica e Massa; Alonso riesce a contrastare gli attacchi finale di Nico Rosberg e giunge 4º, mentre Hamilton e Webber, dopo l'incidente, riescono a terminare la gara rispettivamente 6º e 9º. A punti giungono anche Vitantonio Liuzzi, 7º, Rubens Barrichello, 8º e il pluricampione del mondo Schumacher, 10º e in grande rimonta dopo il contatto iniziale.

### Risultati
I risultati del GP sono stati i seguenti:
| Pos | N° | Pilota             | Costruttore          | Giri | Tempo/Ritiro                               | Griglia | Punti |
| --- | -- | ------------------ | -------------------- | ---- | ------------------------------------------ | ------- | ----- |
| 1   | 1  | Jenson Button      | McLaren-Mercedes     | 58   | 1h 33'36"531                               | 4       | 25    |
| 2   | 11 | Robert Kubica      | Renault              | 58   | +12"034                                    | 9       | 18    |
| 3   | 7  | Felipe Massa       | Ferrari              | 58   | +14"488                                    | 5       | 15    |
| 4   | 8  | Fernando Alonso    | Ferrari              | 58   | +16"304                                    | 3       | 12    |
| 5   | 4  | Nico Rosberg       | Mercedes GP          | 58   | +16"683                                    | 6       | 10    |
| 6   | 2  | Lewis Hamilton     | McLaren-Mercedes     | 58   | +29"898                                    | 11      | 8     |
| 7   | 15 | Vitantonio Liuzzi  | Force India-Mercedes | 58   | +59"847                                    | 13      | 6     |
| 8   | 9  | Rubens Barrichello | Williams-Cosworth    | 58   | +1'00"536                                  | 8       | 4     |
| 9   | 6  | Mark Webber        | RBR-Renault          | 58   | +1'07"319                                  | 2       | 2     |
| 10  | 3  | Michael Schumacher | Mercedes GP          | 58   | +1'09"391                                  | 7       | 1     |
| 11  | 17 | Jaime Alguersuari  | STR-Ferrari          | 58   | +1'11"301                                  | 17      |       |
| 12  | 22 | Pedro de la Rosa   | BMW Sauber-Ferrari   | 58   | +1'14"084                                  | 14      |       |
| 13  | 19 | Heikki Kovalainen  | Lotus-Cosworth       | 56   | +2 giri                                    | 19      |       |
| 14  | 20 | Karun Chandhok     | HRT-Cosworth         | 53   | +5 giri                                    | 22      |       |
| Rit | 24 | Timo Glock         | Virgin-Cosworth      | 41   | Sospensioni                                | PL      |       |
| Rit | 25 | Lucas Di Grassi    | Virgin-Cosworth      | 26   | Problemi idraulici                         | PL      |       |
| Rit | 5  | Sebastian Vettel   | RBR-Renault          | 25   | Freni/Testacoda                            | 1       |       |
| Rit | 14 | Adrian Sutil       | Force India-Mercedes | 9    | Motore                                     | 10      |       |
| Rit | 12 | Vitalij Petrov     | Renault              | 9    | Testacoda                                  | 18      |       |
| Rit | 21 | Bruno Senna        | HRT-Cosworth         | 4    | Problemi idraulici                         | 21      |       |
| Rit | 16 | Sébastien Buemi    | STR-Ferrari          | 0    | Collisione con K.Kobayashi e N. Hulkenberg | 12      |       |
| Rit | 10 | Nicolas Hülkenberg | Williams-Cosworth    | 0    | Collisione con K.Kobayashi e S.Buemi       | 15      |       |
| Rit | 23 | Kamui Kobayashi    | BMW Sauber-Ferrari   | 0    | Collisione con N.Hulkenberg e S.Buemi      | 16      |       |
| NP  | 18 | Jarno Trulli       | Lotus-Cosworth       | 0    | Idraulica                                  | 20      |       |

## Classifiche Mondiali

### Piloti
| Pos | Pilota             | Punti |
| --- | ------------------ | ----- |
| 1   | Fernando Alonso    | 37    |
| 2   | Felipe Massa       | 33    |
| 3   | Jenson Button      | 31    |
| 4   | Lewis Hamilton     | 23    |
| 5   | Nico Rosberg       | 20    |
| 6   | Robert Kubica      | 18    |
| 7   | Sebastian Vettel   | 12    |
| 8   | Michael Schumacher | 9     |
| 9   | Vitantonio Liuzzi  | 8     |
| 10  | Mark Webber        | 6     |
| 11  | Rubens Barrichello | 5     |

### Costruttori
| Pos | Team                 | Punti |
| --- | -------------------- | ----- |
| 1   | Ferrari              | 70    |
| 2   | McLaren-Mercedes     | 54    |
| 3   | Mercedes GP          | 29    |
| 4   | Renault              | 18    |
| 5   | RBR-Renault          | 18    |
| 6   | Force India-Mercedes | 8     |
| 7   | Williams-Cosworth    | 5     |